# Olympische Sommerspiele 1960/Leichtathletik – Weitsprung (Männer)

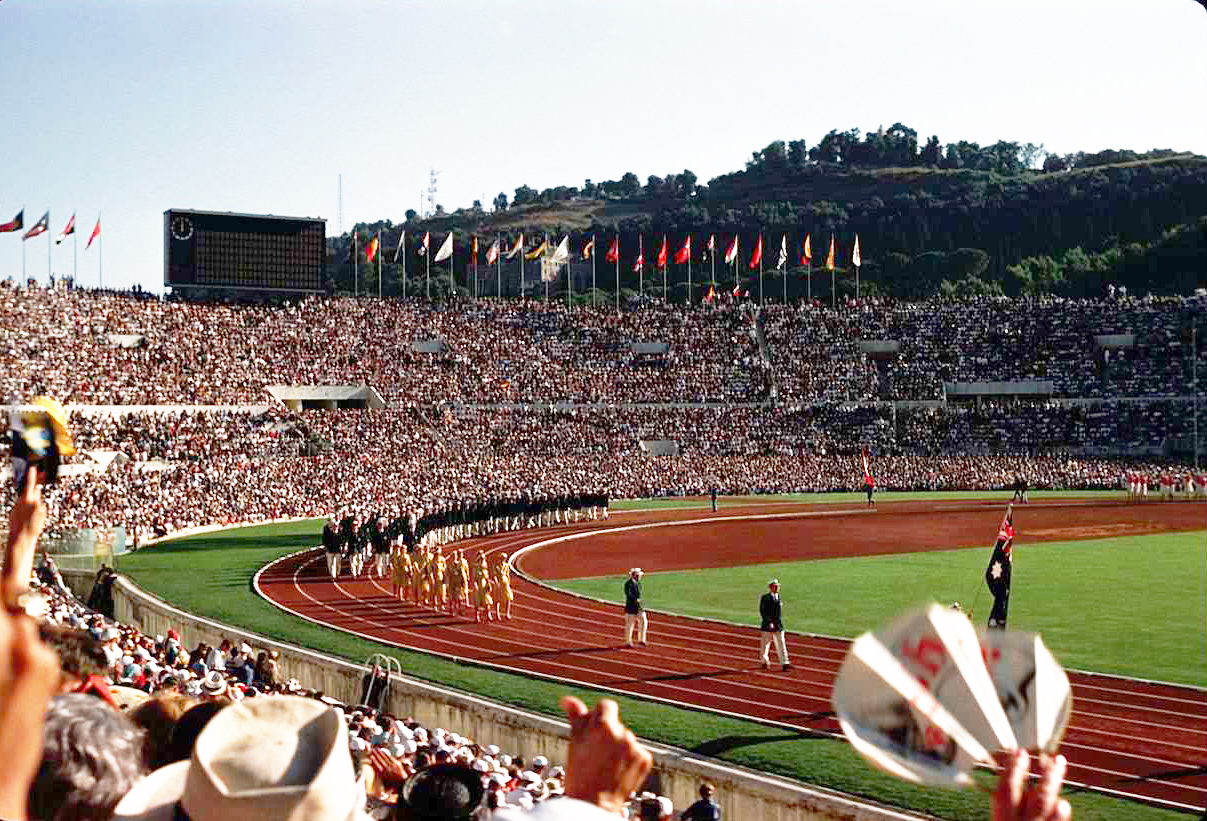
Das Olympiastadion während der Eröffnungsfeier

Der Weitsprung der Männer bei den Olympischen Spielen 1960 in Rom wurde am 2. September 1960 im Stadio Olimpico ausgetragen. 49 Athleten nahmen teil. 
Olympiasieger wurde der US-Amerikaner Ralph Boston vor seinem Landsmann Bo Roberson. Die Bronzemedaille ging an Igor Ter-Owanessjan aus der Sowjetunion.
Es gingen drei Deutsche und ein Schweizer an den Start. Der Deutsche Fritz Köppen konnte sich nicht für das Finale qualifizieren. Manfred Molzberger und Manfred Steinbach erreichten das Finale. Steinbach belegte dort mit vier Zentimetern Rückstand auf den Bronzerang Platz vier, Molzberger wurde Neunter. Der Schweizer Gustav Schlosser scheiterte in der Qualifikation. Athleten aus Österreich und Liechtenstein nahmen nicht teil.

## Rekorde

### Bestehende Rekorde
| Weltrekord         | 8,21 m | Ralph Boston ( USA) | Walnut, USA                     | 12. August 1960   |
| Olympischer Rekord | 7,83 m | Greg Bell ( USA)    | Finale OS Melbourne, Australien | 24. November 1956 |

### Rekordverbesserung
Der US-amerikanische Olympiasieger Ralph Boston verbesserte den bestehenden olympischen Rekord im Finale am 2. September um 29 Zentimeter auf 8,12 m. Seinen eigenen Weltrekord verfehlte er um neun Zentimeter.

## Durchführung des Wettbewerbs
49 Athleten traten am 2. September zu einer Qualifikationsrunde an, die in drei Gruppen durchgeführt wurde. Die Qualifikationsweite von 7,40 m wurde von vierzehn Wettbewerbern – hellblau unterlegt – erreicht. So war die für das Finale vorgesehene Mindestzahl von zwölf Teilnehmern übertroffen. Für alle qualifizierten Springer fand am Nachmittag desselben Tages das Finale statt. Dort standen jedem Athleten zunächst drei Versuche zu. Die sechs Bestplatzierten konnten dann drei weitere Sprünge absolvieren.

## Zeitplan
2. September, 9:00 Uhr: Qualifikation

2. September, 16:20 Uhr: Finale

## Qualifikation
Datum: 2. September 1960, ab 9:00 Uhr
Die Bestweiten sind fett gedruckt. Bei gleicher Weite entschied das zweitbeste Resultat über die Platzierung.

## Legende
Kurze Übersicht zur Bedeutung der Symbolik – so üblicherweise auch in sonstigen Veröffentlichungen verwendet:
| – | verzichtet                            |
| x | ungültig                              |
| r | Wettkampf nicht fortgesetzt (retired) |

### Gruppe A
| Platz | Name                       | Nation                        | 1. Versuch | 2. Versuch | 3. Versuch | Resultat |
| ----- | -------------------------- | ----------------------------- | ---------- | ---------- | ---------- | -------- |
| 1     | Ralph Boston               | USA                           | 7,60 m     | –          | –          | 7,60 m   |
| 2     | Takayuki Okazaki           | Japan                         | 7,58 m     | –          | –          | 7,58 m   |
| 3     | Christian Collardot        | Frankreich                    | 7,32 m     | 7,40 m     | –          | 7,40 m   |
| 4     | Kazimierz Kropidłowski     | Polen                         | x          | 7,37 m     | x          | 7,37 m   |
| 5     | Yukishige Yasuma           | Japan                         | 7,34 m     | x          | 7,26 m     | 7,34 m   |
| 6     | Gustav Schlosser           | Schweiz                       | 7,26 m     | 7,27 m     | x          | 7,27 m   |
| 7     | Fermín Donazar             | Uruguay                       | 7,09 m     | 7,24 m     | 7,14 m     | 7,24 m   |
| 8     | B. V. Satyanarayan         | Indien                        | 6,95 m     | 7,08 m     | x          | 7,08 m   |
| 9     | Luis Felipe Areta Sampériz | Spanien                       | 7,04 m     | x          | 7,04 m     | 7,04 m   |
| 10    | Seo Yeong-joo              | Südkorea                      | 6,78 m     | 6,98 m     | x          | 6,98 m   |
| 11    | John Baguley               | Australien                    | 6,84 m     | x          | 6,96 m     | 6,96 m   |
| 12    | Mahmoud Atter Abdel Fattah | Vereinigte Arabische Republik | 6,72 m     | 6,94 m     | x          | 6,94 m   |
| 13    | Romain Poté                | Belgien                       | 6,81 m     | 6,69 m     | 6,92 m     | 6,92 m   |
| 14    | Jun Ebina                  | Japan                         | 6,68 m     | 6,83 m     | 6,58 m     | 6,83 m   |
| 15    | Vilhjálmur Einarsson       | Island                        | 6,76 m     | 6,64 m     | x          | 6,76 m   |
| 16    | Kaimar-ud-Din bin Maidin   | Malaya                        | 6,74 m     | 5,84 m     | 5,38 m     | 6,74 m   |
| 17    | Abdul Razzak               | Irak                          | x          | 6,37 m     | 6,37 m     | 6,37 m   |
| DNS   | Rouhollah Rahmani          | Iran                          |            |            |            |          |
| DNS   | Iftikhar Shah              | Pakistan                      |            |            |            |          |

### Gruppe B

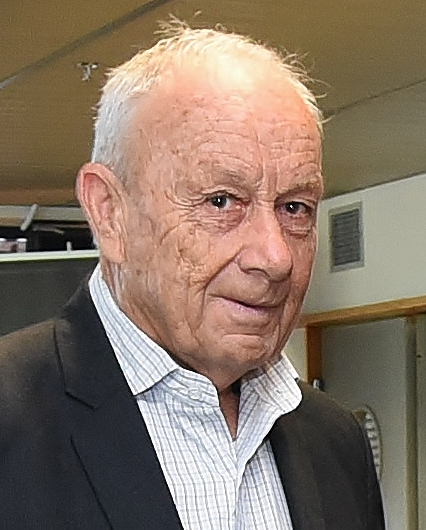
Dave Norris (hier im Jahr 2017) – ausgeschieden mit 7,19 m in Qualifikationsgruppe B

| Platz | Name                  | Nation           | 1. Versuch | 2. Versuch | 3. Versuch | Resultat |
| ----- | --------------------- | ---------------- | ---------- | ---------- | ---------- | -------- |
| 1     | Jorma Valkama         | Finnland         | 7,63 m     | –          | –          | 7,63 m   |
| 2     | Dmytro Bondarenko     | Sowjetunion      | 7,24 m     | 7,33 m     | 7,49 m     | 7,49 m   |
| 3     | Manfred Molzberger    | Deutschland      | 7,21 m     | 7,46 m     | –          | 7,46 m   |
| 4     | John Oladipo Oladitan | Nigeria          | 7,33 m     | 7,29 m     | 7,38 m     | 7,38 m   |
| 5     | Juhani Manninen       | Finnland         | 7,34 m     | 7,21 m     | 6,49 m     | 7,34 m   |
| 6     | Fritz Köppen          | Deutschland      | x          | 7,32 m     | 7,09 m     | 7,32 m   |
| 7     | Anthony Watson        | USA              | 6,95 m     | x          | 7,32 m     | 7,32 m   |
| 8     | Jan Netopilík         | Tschechoslowakei | 7,06 m     | x          | 7,26 m     | 7,26 m   |
| 9     | Roberto Procel        | Mexiko           | x          | 7,13 m     | 7,23 m     | 7,23 m   |
| 10    | Ali Brakchi           | Frankreich       | 7,20 m     | 7,09 m     | 6,89 m     | 7,20 m   |
| 11    | John Howell           | Großbritannien   | 7,19 m     | x          | x          | 7,19 m   |
| 12    | Dave Norris           | Neuseeland       | 6,91 m     | 7,02 m     | 7,04 m     | 7,19 m   |
| 13    | Ian Tomlinson         | Australien       | 7,03 m     | x          | x          | 7,03 m   |
| 14    | Virsa Singh           | Indien           | 6,60 m     | 6,70 m     | 6,68 m     | 6,70 m   |
| 15    | Bevyn Baker           | Australien       | x          | x          | 6,43 m     | 6,43 m   |
| DNS   | Ali Zaid              | Afghanistan      |            |            |            |          |
| DNS   | Henryk Grabowski      | Polen            |            |            |            |          |
| DNS   | Torgny Wåhlander      | Schweden         |            |            |            |          |

### Gruppe C

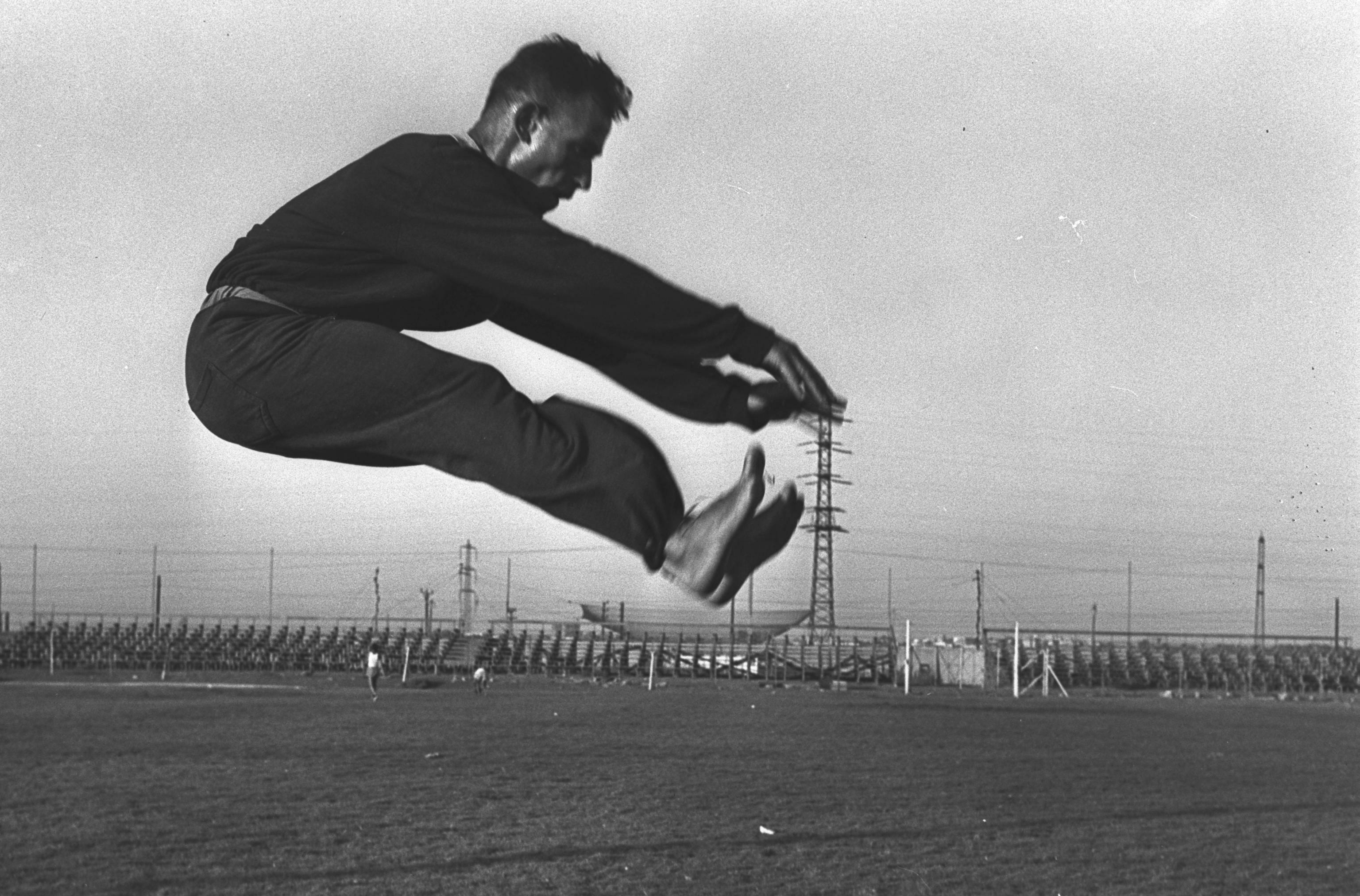
David Kushnir – ausgeschieden mit 7,20 m in Qualifikationsgruppe C

| Platz | Name                     | Nation                  | 1. Versuch | 2. Versuch | 3. Versuch | Resultat |
| ----- | ------------------------ | ----------------------- | ---------- | ---------- | ---------- | -------- |
| 1     | Bo Roberson              | USA                     | 7,81 m     | –          | –          | 7,81 m   |
| 2     | Igor Ter-Owanessjan      | Sowjetunion             | 7,79 m     | –          | –          | 7,79 m   |
| 3     | Henk Visser              | Niederlande             | 7,29 m     | 7,72 m     | –          | 7,72 m   |
| 4     | Manfred Steinbach        | Deutschland             | x          | 7,70 m     | –          | 7,70 m   |
| 5     | Attilio Bravi            | Italien                 | 7,57 m     | –          | –          | 7,57 m   |
| 6     | Dimos Manglaras          | Griechenland            | 7,35 m     | 7,25 m     | 7,45 m     | 7,45 m   |
| 7     | Fred Alsop               | Großbritannien          | x          | 6,93 m     | 7,42 m     | 7,42 m   |
| 8     | Paul Foreman             | Westindische Föderation | x          | 7,42 m     | –          | 7,42 m   |
| 9     | David Kushnir            | Israel                  | 7,16 m     | 7,20 m     | 7,12 m     | 7,20 m   |
| 10    | Pedro de Almeida         | Portugal                | 7,10 m     | x          | 7,09 m     | 7,10 m   |
| 11    | Roar Berthelsen          | Norwegen                | 6,72 m     | 6,95 m     | 7,09 m     | 7,09 m   |
| 12    | Yalçın Ünsal             | Türkei                  | 6,97 m     | 6,58 m     | 6,58 m     | 6,97 m   |
| 13    | Rewas Kwatschakidse      | Sowjetunion             | 5,42 m     | 6,82 m     | x          | 6,82 m   |
| 14    | Prajim Wongsuwan         | Thailand                | 6,78 m     | x          | x          | 6,78 m   |
| NMW   | Clive Bonas              | Venezuela               | x          | x          | –          | ogV      |
| NMW   | Muhammad Ramzan Ali      | Pakistan                | x          | x          | x          | ogV      |
| NMW   | Luigi Ulivelli           | Italien                 | x          | x          | x          | ogV      |
| DNS   | José Telles da Conceição | Brasilien               |            |            |            |          |

## Finale
Datum: 2. September 1960, 16:20 Uhr
| Platz | Name                | Nation                  | 1. Versuch | 2. Versuch | 3. Versuch | 4. Versuch                                | 5. Versuch                                | 6. Versuch                                | Endresultat | Anmerkung |
| ----- | ------------------- | ----------------------- | ---------- | ---------- | ---------- | ----------------------------------------- | ----------------------------------------- | ----------------------------------------- | ----------- | --------- |
| 1     | Ralph Boston        | USA                     | 7,82 m     | x          | 8,12 m     | 7,80 m                                    | x                                         | 7,96 m                                    | 8,12 m      | OR        |
| 2     | Bo Roberson         | USA                     | x          | 8,03 m     | 7,88 m     | 7,75 m                                    | 7,62 m                                    | 8,11 m                                    | 8,11 m      |           |
| 3     | Igor Ter-Owanessjan | Sowjetunion             | 7,90 m     | 7,80 m     | 000x       | x                                         | 7,68 m                                    | 8,04 m                                    | 8,04 m      |           |
| 4     | Manfred Steinbach   | Deutschland             | 7,81 m     | x          | 7,76 m     | x                                         | x                                         | 8,00 m                                    | 8,00 m      |           |
| 5     | Jorma Valkama       | Finnland                | 7,52 m     | 7,69 m     | 7,36 m     | 7,31 m                                    | x                                         | 7,29 m                                    | 7,69 m      |           |
| 6     | Christian Collardot | Frankreich              | 7,67 m     | x          | 7,68 m     | 6,96 m                                    | 7,50 m                                    | x                                         | 7,68 m      |           |
|       |                     |                         |            |            |            |                                           |                                           |                                           |             |           |
| 7     | Henk Visser         | Niederlande             | 7,59 m     | 7,43 m     | 7,66 m     | nicht im Finale der besten sechs Springer | nicht im Finale der besten sechs Springer | nicht im Finale der besten sechs Springer | 7,66 m      |           |
| 8     | Dmytro Bondarenko   | Sowjetunion             | 7,27 m     | 7,58 m     | 7,37 m     | nicht im Finale der besten sechs Springer | nicht im Finale der besten sechs Springer | nicht im Finale der besten sechs Springer | 7,58 m      |           |
| 9     | Manfred Molzberger  | Deutschland             | 7,35 m     | 7,49 m     | 7,47 m     | nicht im Finale der besten sechs Springer | nicht im Finale der besten sechs Springer | nicht im Finale der besten sechs Springer | 7,49 m      |           |
| 10    | Attilio Bravi       | Italien                 | 7,30 m     | 7,22 m     | 7,47 m     | nicht im Finale der besten sechs Springer | nicht im Finale der besten sechs Springer | nicht im Finale der besten sechs Springer | 7,47 m      |           |
| 11    | Dimos Manglaras     | Griechenland            | 7,16 m     | 7,32 m     | 7,45 m     | nicht im Finale der besten sechs Springer | nicht im Finale der besten sechs Springer | nicht im Finale der besten sechs Springer | 7,45 m      |           |
| 12    | Paul Foreman        | Westindische Föderation | 7,26 m     | r          |            | nicht im Finale der besten sechs Springer | nicht im Finale der besten sechs Springer | nicht im Finale der besten sechs Springer | 7,26 m      |           |
| 13    | Fred Alsop          | Großbritannien          | 7,25 m     | 7,18 m     | 7,16 m     | nicht im Finale der besten sechs Springer | nicht im Finale der besten sechs Springer | nicht im Finale der besten sechs Springer | 7,25 m      |           |
| DNS   | Takayuki Okazaki    | Japan                   |            |            |            |                                           |                                           |                                           |             |           |

Vierzehn Teilnehmer hatten die Qualifikationsweite von 7,40 m geschafft, der Japaner Takayuki Okazaki trat allerdings zum Finale nicht an. Favorit war der Weltrekordler Ralph Boston aus den USA. Als Herausforderer wurde vor allem der sowjetische Springer Igor Ter-Owanesjan, Europameister von 1958, angesehen.
Im zweiten Durchgang übernahm Bostons Landsmann Bo Roberson mit 8,03 m die Führung. Im nächsten Versuch wurde Boston seiner Favoritenrolle gerecht: er sprang mit 8,12 m neuen Olympiarekord und übertraf damit die 24 Jahre alte Marke seines legendären Landsmannes Jesse Owens – damals allerdings erzielt mit irregulärer Windunterstützung.
In den ersten beiden Finaldurchgängen blieben die Platzierungen unverändert. Boston führte vor Roberson und Ter-Owanesjan. Dahinter folgten der Deutsche Manfred Steinbach, der Finne Jorma Valkama und Christian Collardot aus Frankreich. Im letzten Durchgang wurde das Klassement noch einmal durcheinandergewirbelt. Ter-Owanesjan erzielte mit 8,04 m einen neuen Europarekord und belegte zunächst den Silberrang, dann konterte Roberson kam mit 8,11 m und kam damit sogar bis auf einen Zentimeter an Boston heran. Steinbach übersprang als erster Deutscher mit genau 8,00 m die Acht-Meter-Marke, was letztlich den vierten Platz bedeute.
Im vierzehnten olympischen Finale sprang Ralph Boston zum dreizehnten US-Sieg. Es war der achte US-Erfolg in Folge. Gleichzeitig war es der elfte US-Doppelerfolg, davon der vierte in Folge.

Igor Ter-Owanesjan gewann die erste Weitsprungmedaille für die Sowjetunion.

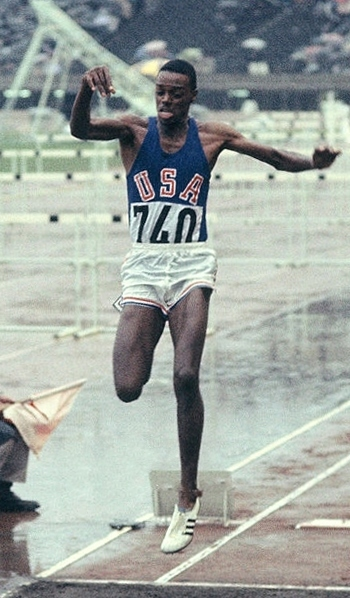
Der Favorit Ralph Boston (hier bei den Spielen 1964, als er Zweiter wurde) gewann Gold mit neuem olympischen Rekord
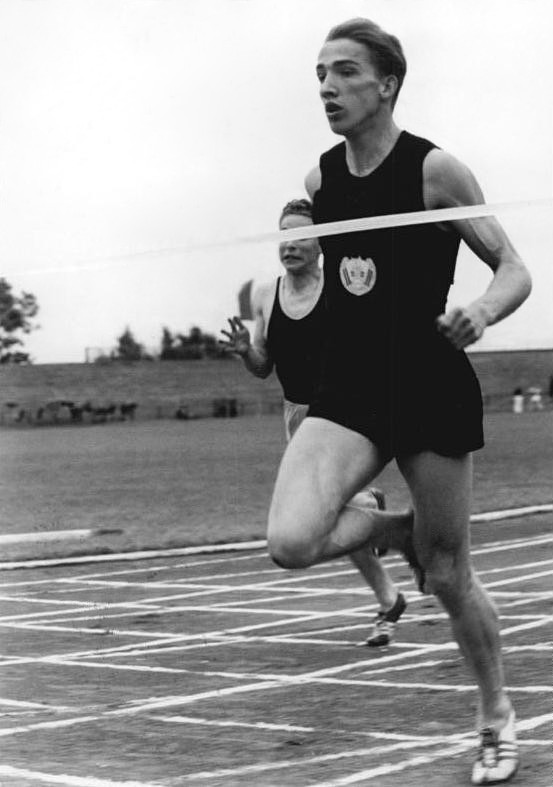
Der viertplatzierte Manfred Steinbach (auf dem Foto bei einem 100-Meter-Lauf)
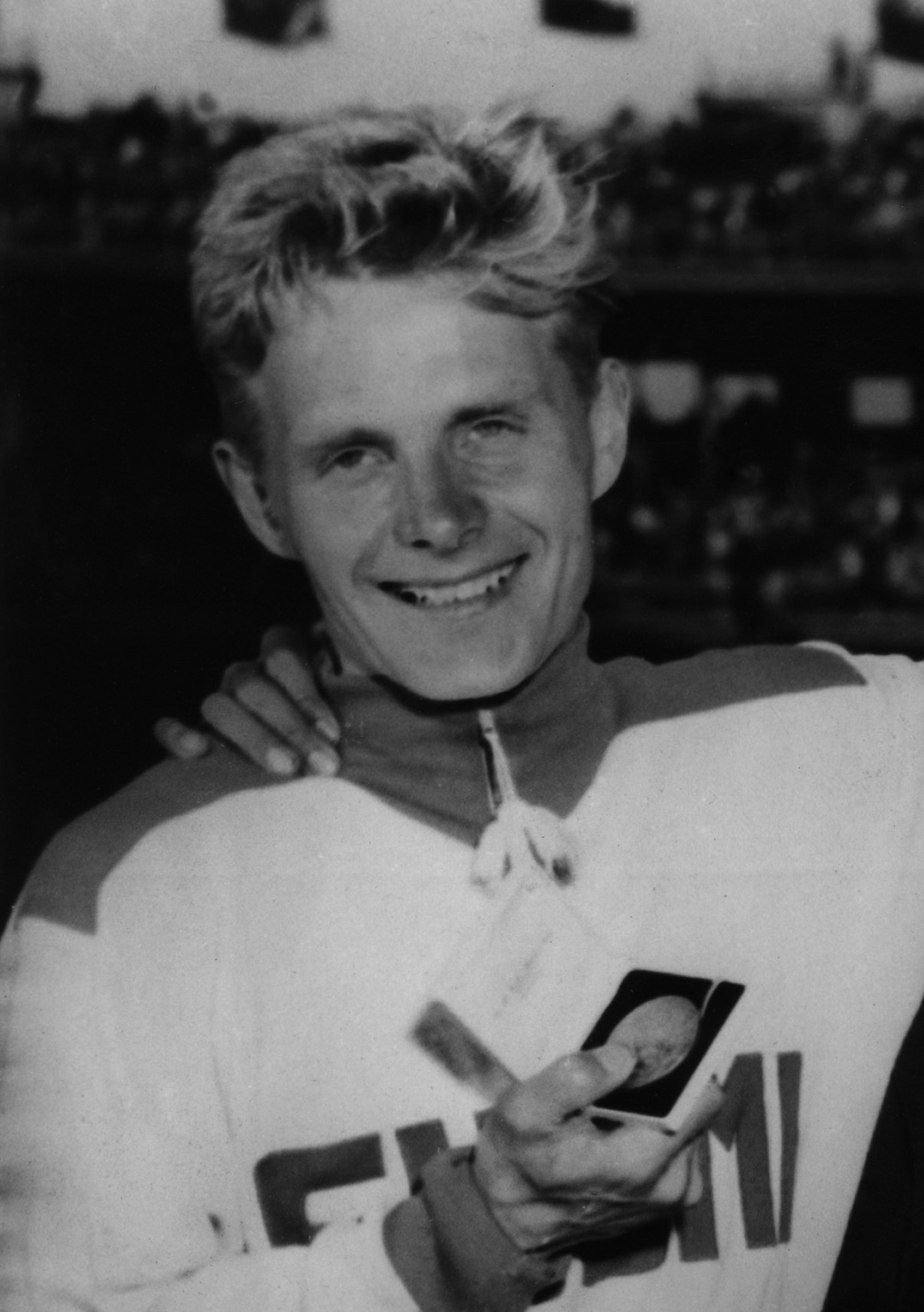
Jorma Valkama (als Olympiadritter 1956) kam in Rom auf den fünften Platz
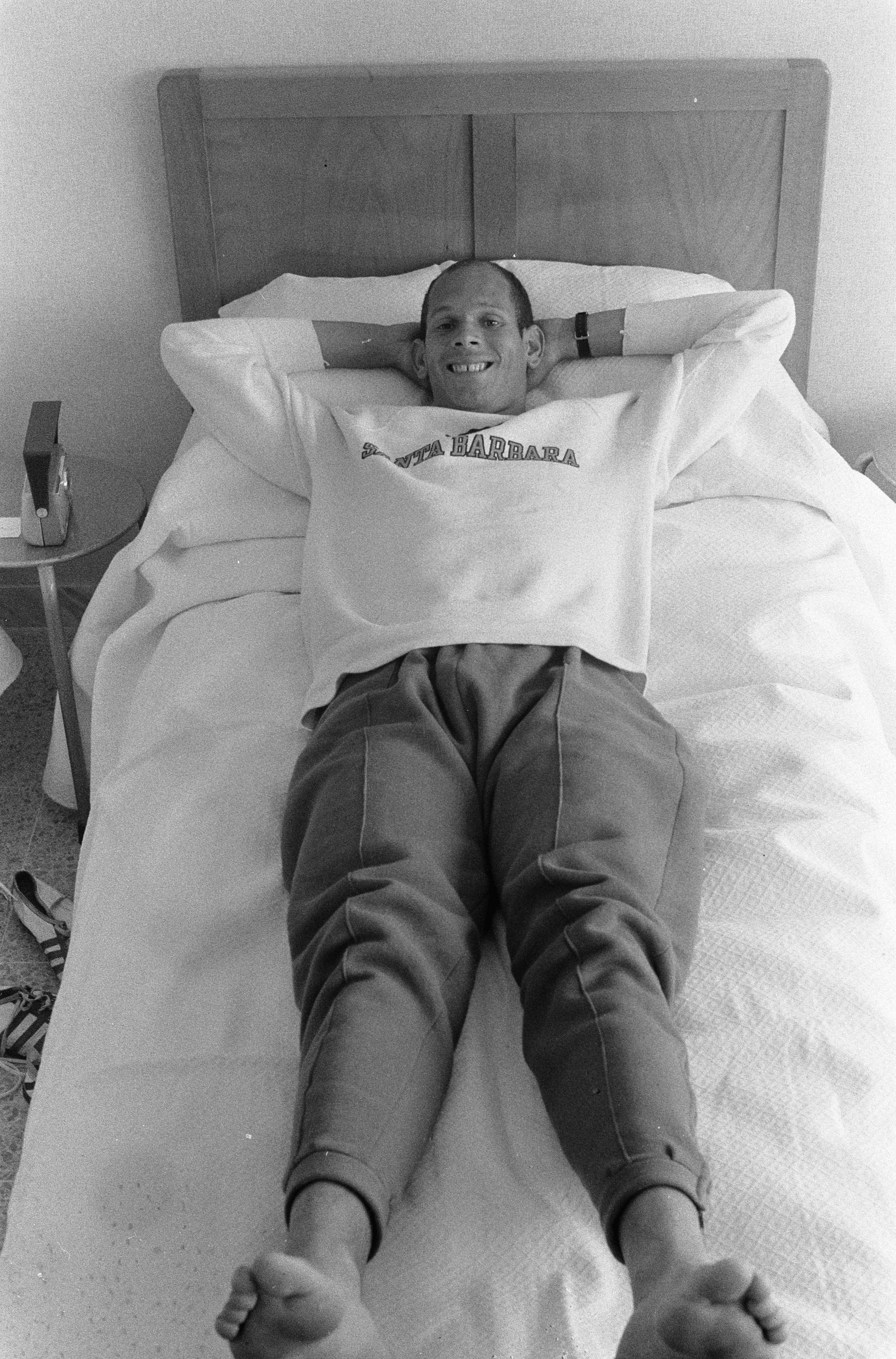
Henk Visser belegte Rang sieben

## Video
- RALF BOSTON ORO SALTO IN LUNGO OLIMPIADI ROMA 1960, youtube.com, abgerufen am 18. Oktober 2017